# M203 (granátomet)
M203 je jednoranný podvěsný granátomet ráže 40 mm. Používá stejné náboje jako starší granátomet M79 a obvykle se ve své standardní verzi používá na útočné pušce M16 a ve verzi M203A1 na karabině M4. Dá se připevnit i na pušku C7, což je kanadská varianta pušky M16, ale je před tím potřeba sundat rukojeť připevněnou na hlavni.
Granát opouští hlaveň rychlostí přibližně 70 m za sekundu a střelec může pozorovat jeho trajektorii. Rozbuška granátu je zapálena až po půl sekundě, aby se zajistila minimální bezpečná vzdálenost výbuchu asi 30 metrů od místa odpálení a zabránilo se nehodám. Účinek výbuchu odpovídá asi výbuchu ručního granátu.
Od roku 2009 začal být ve výzbroji amerických ozbrojených sil nahrazován typem M320.